# Synagoge (Meisenheim)

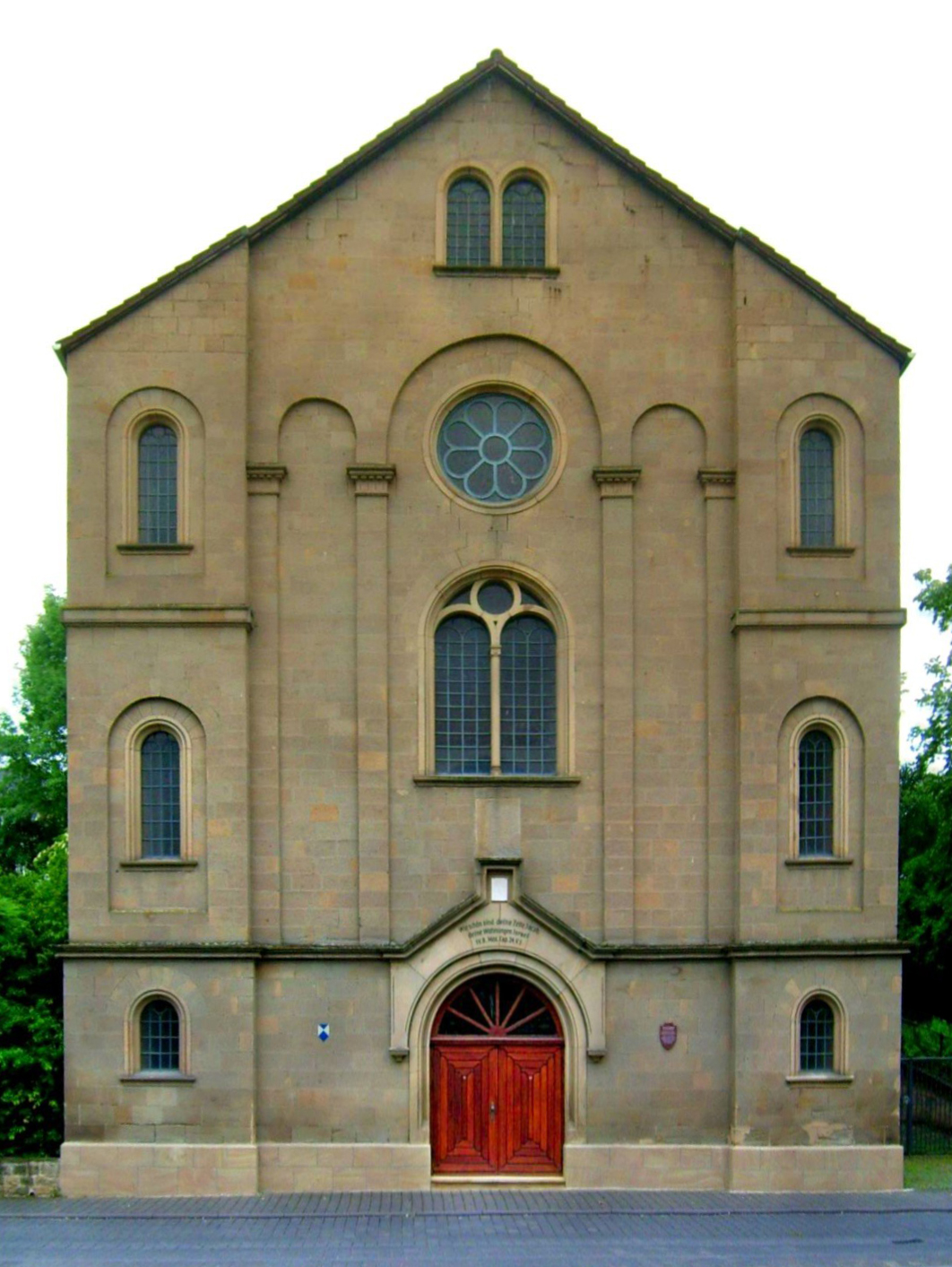
Synagoge in Meisenheim, Ostfassade

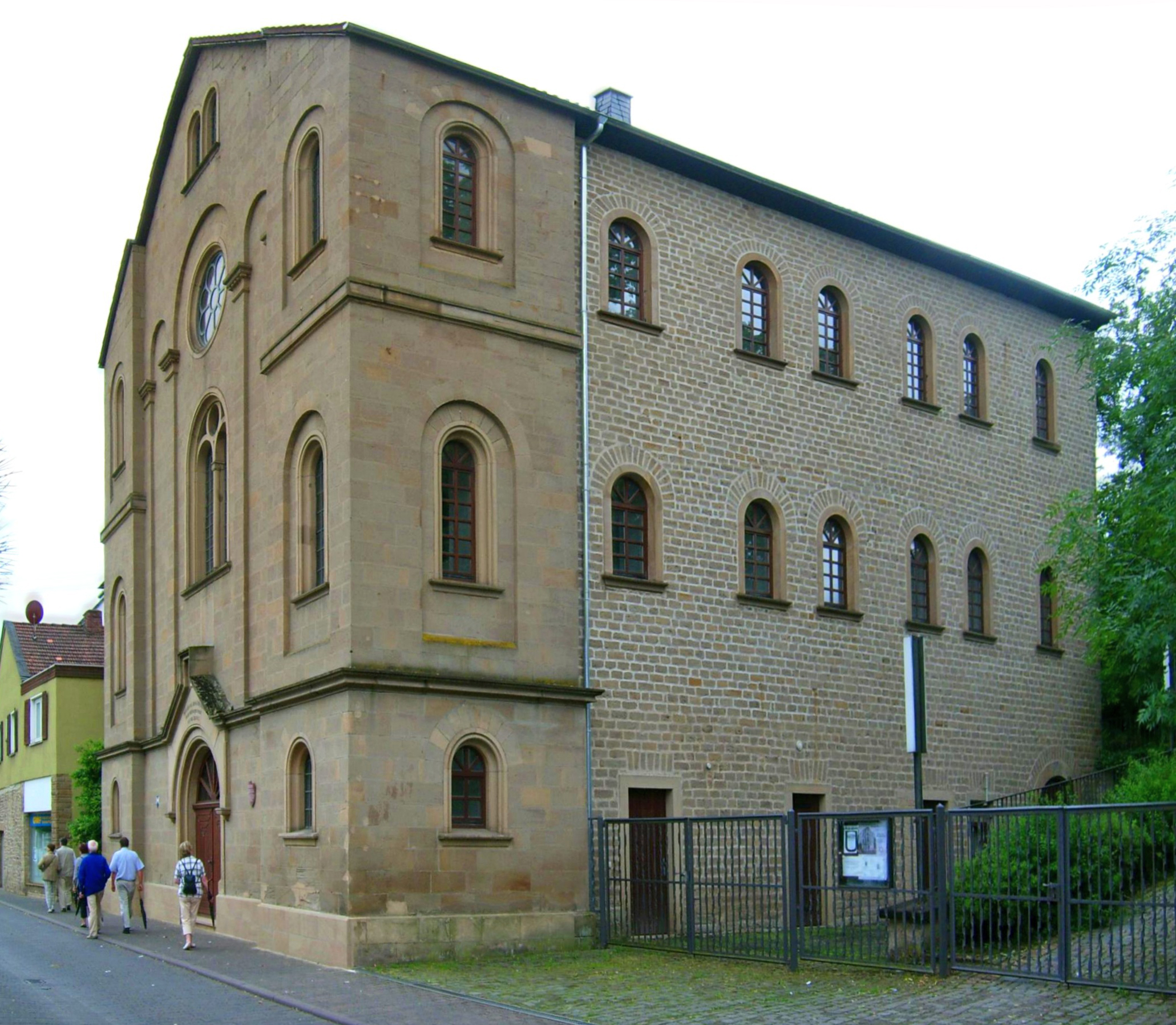
Synagoge in Meisenheim

Die Synagoge in Meisenheim, einer Stadt im Landkreis Bad Kreuznach in Rheinland-Pfalz, wurde 1866 eingeweiht. Das seit 1982 unter Denkmalschutz stehende Gebäude befindet sich in der Saarstraße 3.

## Geschichte
Die jüdische Gemeinde in Meisenheim besaß zunächst einen Betsaal. Schließlich wurde 1808 eine Synagoge in der Lauergasse erbaut, die in der Mitte des 19. Jahrhunderts für die größer werdende Gemeinde zu klein geworden war. Deshalb beschloss 1860 die jüdische Gemeinde den Neubau einer Synagoge an der städtischen Bleiche, der heutigen Saarstraße. Am 17. August 1866 fand die feierliche Einweihung statt.

## Architektur
Die Synagoge wurde nach den Plänen des Architekten Heinrich Krausch errichtet. Sie verfügte über 160 Sitzplätze und besaß eine Orgel. Der sechsachsige Saalbau mit einer dreigeschossigen Doppelturmfassade war ein repräsentatives Bauwerk.
Aufgrund der Hanglage erhebt sich das Gebäude über einem hohen Sockelgeschoss. Die Portalseite, eindeutig die Schauseite, ist aus behauenen Sandsteinquadern errichtet. Im Gegensatz dazu ist der Rest der Synagoge aus Bruchstein ausgeführt. Die zwei das Dach überragende Türme wurden bei der Restaurierung nicht wiederhergestellt ebenso wie ein Teil der nach 1945 erfolgten Einbauten nicht entfernt wurden.
Über dem Eingangsportal steht: Wie schön sind deine Zelte, Jacob, deine Wohnungen Israel (4. Buch Mose 24,5).

## Zeit des Nationalsozialismus
Beim Novemberpogrom 1938 wurde die Synagoge demoliert, es wurden die Türen, Fenster und große Teile der Empore zertrümmert. Die beiden Türme wurden 1940 abgetragen, um das auffällige Erscheinungsbild zurückzunehmen. Der Kultbau wurde während des Zweiten Weltkrieges als städtisches Lagerhaus genutzt.

## Heutige Nutzung
Die Synagoge war seit 1951 ein privater Lagerraum für Getreide, Futter- und Düngemittel. Die Reste der Emporen wurden entfernt, die Fenster vermauert und Zwischendecken eingezogen. Der 1985 gegründete Träger- und Förderverein der Synagoge Meisenheim erwarb 1986 die Synagoge und begann die Restaurierung. Am 9. November 1988, also fünfzig Jahre nach dem Novemberpogrom 1938, wurde die profanierte Synagoge als Haus der Begegnung der Öffentlichkeit übergeben.

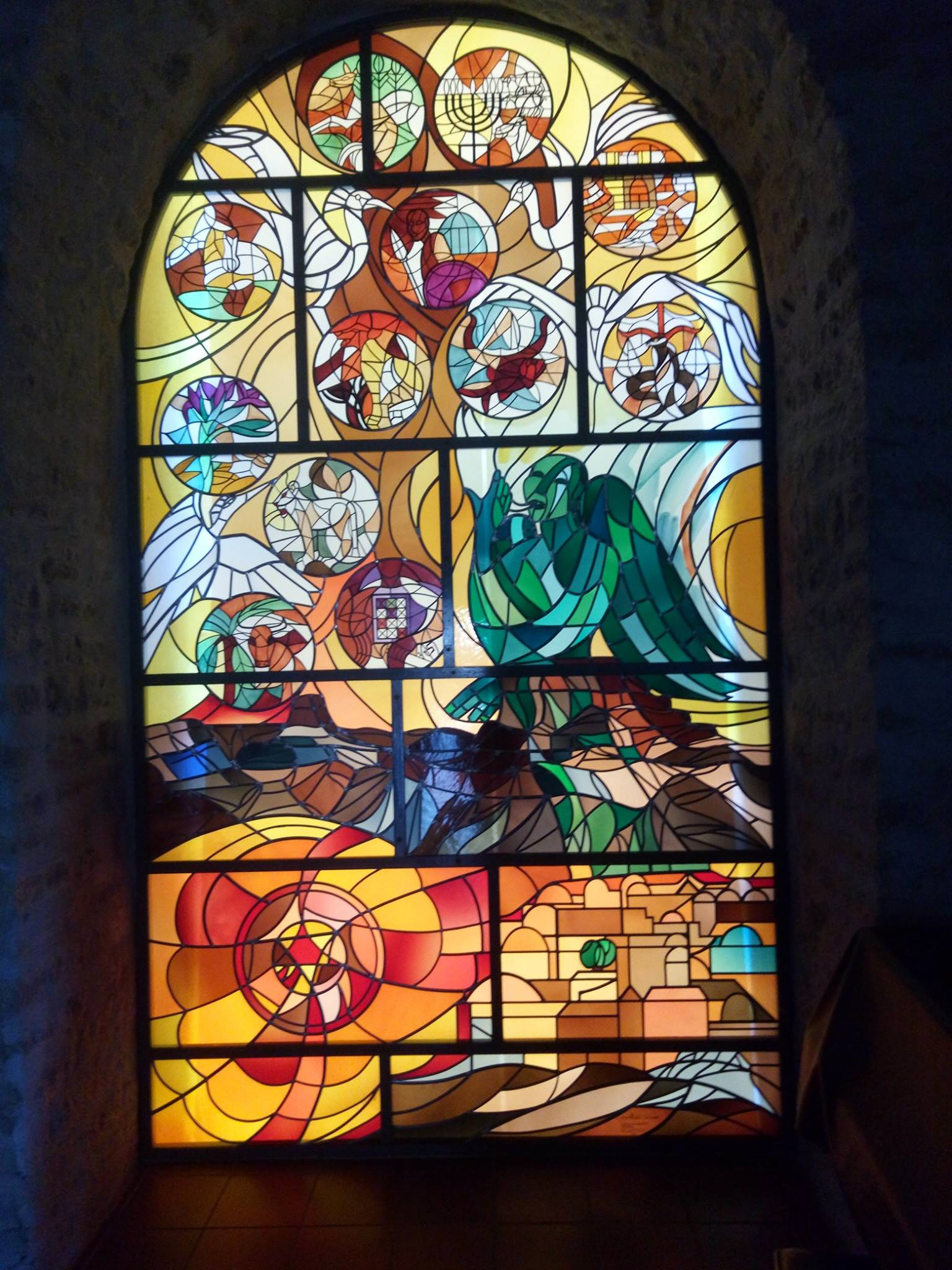
Glasgemälde von Ruth van de Garde-Tichauer und Karlheinz Brust, in der Ostwand des Synagogensaales

Eine ständige Ausstellung über die jüdische Geschichte in der Nahe-Glan-Region wird gezeigt und im Gebäude befindet sich hat ein Vortrags- und Konzertsaal sowie eine Bibliothek mit Literatur zum Judentum.